# Блу-Маунтін-Пік
Блу-Маунтін-Пік (англ. Blue Mountain Peak) — найвища вершина Ямайки і одна з найвищих вершин Вест-Індії . Висота — 2256 м. Розташована на кордоні округів Портленд і Сент-Томас.
Багато хто вважає Блу-Маунтінс раєм для туристів і відпочивальників. Оскільки вранці зазвичай ясно, на відстані можна побачити Кубу. Деякі з рослин, знайдених на Блу-Маунтін, не можна знайти в іншому місці світу. Поблизу гори знаходяться невеликі громади сільського господарства.

## Див. nакож
- Перелік країн за найвищими точками